# Constituição da Ucrânia
A Constituição da Ucrânia (em ucraniano:  Конституція України) é o conjunto de leis fundamentais, adotado e ratificado pela quinta sessão do Verkhovna Rada (parlamento) da Ucrânia, em 28 de junho de 1996. Foi aprovada com 315 votos de 450 (de um mínimo de 300).
Todas as outras leis e atos legais normativos da Ucrânia devem estar de acordo com a constituição. O direito de proclamar emendas à constituição através de um procedimento legislativo especial só pode ser concedido pelo Parlamento da Ucrânia. A única entidade que pode interpretar a constituição e determinar se a legislação está de acordo com ela é o Tribunal Constitucional da Ucrânia.
Desde 1996, o Dia da Constituição se tornou um feriado público, celebrado no dia 28 de junho.

## História
Em 2004, foram adotadas emendas que mudaram significativamente o sistema político da Ucrânia. Essas mudanças são algumas vezes erroneamente chamadas de "Constituição de 2004". Em 2010, o então presidente da Ucrânia,  Viktor Yanukovych, reverteu essas mudanças com base em uma decisão do Tribunal Constitucional da Ucrânia. Após os eventos da Euromaidan, as emendas de 2004 foram reintegradas.

Em 7 de fevereiro de 2019, o Verkhovna Rada votou a favor de emendar a constituição para declarar os objetivos estratégicos da Ucrânia como a adesão à União Europeia e à OTAN.